# Barbeuiaceae
Barbeuiaceae is een botanische naam, voor een familie van tweezaadlobbige planten. Een familie onder deze naam wordt zelden erkend door systemen voor plantentaxonomie, maar wel door het APG II-systeem (2003).
Het gaat dan om een heel kleine familie van lianen die voorkomen op Madagaskar. De traditionele plaatsing van de betreffende planten is in de familie Phytolaccaceae.